# Războieni (Tulcea)
Războieni (antiguamente Ali-Fachî) es una localidad rumana de la comuna de Casimcea, en el condado de Tulcea.

## Toponimia
El antiguo nombre del lugar puede encontrarse escrito con grafías como Ali-Fachî y Ali-Fakih. Pasó a llamarse Războieni.

## Historia
Hacia finales del siglo XIX, la localidad, que ya por entonces pertenecía al condado de Tulcea, formaba parte de la comuna de Casimcea y su población, en su mayor parte musulmana, se dedicaba a la cría de ganado.
En la segunda mitad del siglo XX seguía perteneciendo a la comuna de Casimcea. En el censo de 2021 la localidad tenía una población de 563 habitantes.